# كريس تشيسني
كريس تشيسني (بالإنجليزية: Kris Chesney)‏ هو لاعب اتحاد الرغبي بريطاني، ولد في 2 مارس 1974 في لندن في المملكة المتحدة.

## وصلات خارجية
- كريس تشيسني على موقع دوري الرغبي الممتاز (الإنجليزية)
- كريس تشيسني على موقع سلسلة سباعيات الرغبي العالمية - رجال (الإنجليزية)
- كريس تشيسني عل موقع إسبنسكروم (الإنجليزية)
- كريس تشيسني على موقع ItsRugby.co.uk (الإنجليزية)